# Ulrich Rüdiger (Archäologe)
Ulrich Heinz Rüdiger (* 12. September 1934 in Altona a.d.Elbe; † 21. August 1970 bei Roccanova (Potenza)) war ein deutscher Klassischer Archäologe.
Ulrich Rüdiger, Sohn des Literaturwissenschaftlers Horst Rüdiger, besuchte die Schule in Florenz und Meran und legte 1952 in Meran die Reifeprüfung ab. Ab dem Wintersemester 1952/53 studierte er an der Universität Freiburg Klassische Archäologie, Griechisch und Kunstgeschichte. Vom Wintersemester 1953/54 bis Wintersemester 1954/55 studierte er in München, im Sommersemester 1955 in Heidelberg. Zum Wintersemester 1955/56 kehrte er nach Freiburg zurück, wo er 1960 bei Walter-Herwig Schuchhardt mit der Arbeit Askoi. Zur Entwicklung und Bedeutung einer Gefäßform promoviert wurde. Nach dem Studium wurde er Assistent an der Abteilung Rom des Deutschen Archäologischen Instituts. Er leitete die Ausgrabungen des Deutschen Archäologischen Instituts in der Basilicata. Danach wurde er Professor an der Universität Urbino, an der er Italische Vor- und Frühgeschichte lehrte. Rüdiger beschäftigte sich mit der antiken Keramik, den Anaglypha Hadriani und der Fachgeschichte, speziell mit Johann Joachim Winckelmann. Er verstarb bei einem Autounfall.

## Veröffentlichungen
- Askoi. Zur Entwicklung und Bedeutung einer Gefässform. Dissertation Freiburg i. Br. 1960 (mit Lebenslauf)
- Askoi in Unteritalien. In: Römische Mitteilungen. Band 73–74, 1966–1967, S. 1–9.
- mit Peter Noelke: Ein spätklassischer Jünglingskopf in Gallipoli. In: Archäologischer Anzeiger. Jahrgang 1967, S. 369–376.
- mit Helmut Schläger: Santa Maria d’Anglona (comune Tursi, provincia Matera). Rapporto preliminare sulle due campagne di scavi negli anni 1965 e 1966. In: Notizie degli scavi di antichita. Band 21, 1967, S. 331–353.
- Eine latiale Amphora in Privatbesitz. In: Römische Mitteilungen. Band 75, 1968, S. 1–8.
- mit Helmut Schläger: Santa Maria d’Anglona (comune Tursi, provincia Matera). Scavi nell'anno 1967. In: Notizie degli scavi di antichita. Band 23, 1969, S. 171–179.
- Zu einigen Beinamen des Mephistopheles in Goethes Faust. In: Arcadia. Band 5, 1970, S. 195–196.
- Die Anaglypha Hadriani. In: Antike Plastik. Band 12, 1973, S. 161–173.